# Semmelweis Klinikák (stanice metra v Budapešti)
Semmelweis Klinikák (do roku 2019 Klinikák) je stanice budapešťského metra na lince M3, která leží na jižním okraji širšího centra Budapešti. Stanice byla otevřena roku 1976. Stanice je ražená, uložená 20 metrů pod povrchem.
V blízkosti stanice se nacházejí nemocnice a Semmelweisova univerzita.